# 100% Groningen
100% Groningen was een lokale politieke partij in de Nederlandse gemeente Groningen, opgericht in april 2016 door Marjet Woldhuis en Bert Dijkhuizen, na afsplitsing van de Stadspartij. Bij de herindelingsverkiezingen van 2018 behaalde 100% Groningen twee van de 45 zetels in de gemeenteraad. In 2021 zijn ze opgegaan in Stadspartij 100% voor Groningen.